# 還国寺 (徳島市)
還国寺（げんこくじ）は、徳島県徳島市寺町にある浄土宗の寺院である。山号は飜迷山。院号は超勝院。本尊は阿弥陀如来。

## 歴史
「阿波志」や寺伝によれば、浄土宗祖の法然が四国配流の後に、帰国の途中に滞在した宿坊が前身といわれる。
室町時代には「源国寺」の字があてられ、三好氏が本拠としていた勝瑞村（現在の藍住町）に所在し、天正年間（1573年-1592年）に蜂須賀家政が現在地へ移した。

## 墓所
- 山田織部 - 徳島藩家老。
- 渡邊勝重 - 陸軍少佐。

## 交通
- JR「徳島駅」より徒歩で約10分。
- 徳島自動車道「徳島インターチェンジ」より車で約15分。